# العلاقات الأرمينية النيوزيلندية
العلاقات الأرمينية النيوزيلندية هي العلاقات الثنائية التي تجمع بين أرمينيا ونيوزيلندا.

## مقارنة بين البلدين
هذه مقارنة عامة ومرجعية للدولتين:
| وجه المقارنة                                              | أرمينيا                    | نيوزيلندا                                              |
| --------------------------------------------------------- | -------------------------- | ------------------------------------------------------ |
| المساحة (كم2)                                             | 29.74 ألف                  | 268.02 ألف                                             |
| عدد السكان (نسمة)                                         | 2.93 مليون                 | 4.24 مليون                                             |
| الكثافة السكانية (ن./كم²)                                 | 98.52                      | 15.82                                                  |
| العاصمة                                                   | يريفان                     | ويلينغتون، أوكلاند                                     |
| اللغة الرسمية                                             | لغة أرمنية                 | لغة إنجليزية، اللغة الماورية، لغة الإشارة النيوزيلندية |
| العملة                                                    | درام أرميني                | دولار نيوزيلندي، الجنيه النيوزيلندي                    |
| الناتج المحلي الإجمالي (بليون دولار)                      | 11.54 مليار                | 205.85 مليار                                           |
| الناتج المحلي الإجمالي (تعادل القوة الشرائية) بليون دولار | 25.41 مليار                |                                                        |
| الناتج المحلي الإجمالي الاسمي للفرد دولار أمريكي          | 3.49 ألف                   |                                                        |
| الناتج المحلي الإجمالي للفرد دولار أمريكي                 | 8.07 ألف                   |                                                        |
| مؤشر التنمية البشرية                                      | 0.743                      | 0.914                                                  |
| رمز المكالمات الدولي                                      | +374                       | +64                                                    |
| رمز الإنترنت                                              | .am، .հայ ‏                 | .nz                                                    |
| المنطقة الزمنية                                           | ت ع م+04:00، توقيت أرمينيا | ت ع م+13:00، ت ع م+12:00                               |

## منظمات دولية مشتركة
يشترك البلدان في عضوية مجموعة من المنظمات الدولية، منها:
| علم المنظمة | اسم المنظمة                               | تاريخ انضمام أرمينيا | تاريخ انضمام نيوزيلندا |
| ----------- | ----------------------------------------- | -------------------- | ---------------------- |
|             | بنك التنمية الآسيوي                       | 2005                 | 1966                   |
|             | مؤسسة التنمية الدولية                     | 25 أغسطس 1993        | 1 أكتوبر 1974          |
|             | يونسكو                                    | 9 يونيو 1992         | 4 نوفمبر 1946          |
|             | وكالة ضمان الاستثمار متعدد الأطراف        | 5 ديسمبر 1995        | 22 أبريل 2008          |
|             | الأمم المتحدة                             | 2 مارس 1992          | 24 أكتوبر 1945         |
|             | الفريق المعني برصد الأرض                  | ?                    | ?                      |
|             | الاتحاد البريدي العالمي                   | ?                    | ?                      |
|             | البنك الدولي للإنشاء والتعمير             | 16 سبتمبر 1992       | 31 أغسطس 1961          |
|             | الاتحاد الدولي للاتصالات                  | 30 يونيو 1992        | 3 يونيو 1878           |
|             | منظمة حظر الأسلحة الكيميائية              | ?                    | ?                      |
|             | مؤسسة التمويل الدولية                     | 18 أبريل 1995        | 31 أغسطس 1961          |
|             | المركز الدولي لتسوية المنازعات الاستشارية | 16 أكتوبر 1992       | 2 مايو 1980            |
|             | منظمة التجارة العالمية                    | 5 فبراير 2003        | ?                      |
|             | منظمة الشرطة الجنائية الدولية             | ?                    | ?                      |

## وصلات خارجية
- موقع وزارة الخارجية الأرمينية
- موقع وزارة الخارجية النيوزيلندية